# Ахмадеев, Мухамет Шайхутдинович
Мухамет Шайхутдинович Ахмадеев (17.06.1913 — 16.02.1993) — советский муниципальный политик, военный и общественный деятель. Первый председатель исполкома Нефтекамского городского Совета депутатов (1963—1967). Участник Великой Отечественной войны. Полковник в отставке

## Биография
Родился в 1913 году. В 13 лет умер отец, начал работать в совхозе имени Цюрупы Уфимского района. Позднее возглавил комсомольско-молодежную полеводческую бригаду.
В 1932 году назначен освобождённым секретарём комсомольского комитета хозяйства. В 1933 году — заведующий орготделом Уфимского райкома ВЛКСМ. Поступает годичные курсы Всесоюзного сельскохозяйственного университета в г. Ленинград. По возвращении — первый секретарь Стерлибашевского райкома комсомола.
С 1937 по 1946 год в РККА
Здесь руководит комсомольской организацией 293-го стрелкового полка, затем в политотделе 98-й дивизии. В 1939 году направлен на учёбу в военно-политическую академию им. В. И. Ленина. В сентябре 1941 года окончил военно-политическую академию. Назначается военным комиссаром 54-го стрелкового полка 26-й стрелковой бригады. После — военный комиссар 112-й башкирской кавалерийской дивизии. В 1944 году после тяжелого ранения 8 месяцев лечится в Харькове. После госпиталя направляют заместителем начальника пехотного училища в г. Стерлитамак. В августе 1946 года демобилизуют.
После войны руководит отделом пропаганды и агитации Стерлитамакского горкома КПСС, районными комитетами партии в Кугарчинском, Зианчуринском и Янаульском районах, исполкомом Дюртюлинского райсовета.
В декабре 1962 года Башкирский обком КПСС направляет М. Ш. Ахмадеева в Нефтекамск.
В марте 1963 года избран первым председателем Нефтекамского городского совета.
Ввиду ухудшения здоровья в 1967 году попросил обком КПСС освободить его от должности председателя Нефтекамского горисполкома.
После удовлетворения просьбы избирается руководителем профсоюзной организации НГДУ «Арланнефть» и трудится здесь до выхода на пенсию.
Скончался в 1993 году.
Место захоронения: с. Николо-Берёзовка, Краснокамский район.

## Награды
Ордена «Отечественной войны I степени»; «Отечественной войны II степени»; «Красной Звезды».
Медали «За трудовую доблесть»; «За победу над Германией в Великой Отечественной войне 1941—1945 гг.»; «За доблестный труд»;
«За освоение целинных земель»; «В ознаменование 100-летия со дня рождения В. И. Ленина»; «Ветеран труда».
«Знак Почета».

## Должности
Председатель исполнительного комитета Нефтекамского городского Совета депутатов трудящихся Башкирской АССР (11 марта 1963 г. — 21 декабря 1967 г.). Депутат Верховного Совета БАССР 3-го,
4-го,
5-го созывов.

## Память
Улица Мухамета Ахмадеева в городе Нефтекамск.